# Мальцев, Владимир Павлович
Владимир Павлович Мальцев (20 апреля 1938 года, Ленинград — 5 июля 2012 года, Одесса) — советский и украинский актёр, киноадминистратор, один из самых близких друзей Владимира Высоцкого.

## Биография
Окончил одесский техникум культпросветработников, затем Харьковский институт культуры. Более тридцати пяти лет работал на Одесской киностудии. Участвовал в создании многих фильмов в качестве администратора, ассистента режиссёра, директора картины, а также снимался в эпизодических ролях. Очень много работал с Георгием Юнгвальд-Хилькевичем и Станиславом Говорухиным (в том числе на картине «Вертикаль»).
Скончался 5 июля 2012 года после непродолжительной болезни в возрасте 73 лет. Похоронен на Таировском кладбище Одессы.

## Фильмография

### Озвучивание
- 1966 — Как солдат от войска отстал

### Роли в кино
- 1970 — Счастливый Кукушкин — эпизод
- 1972 — Жизнь и удивительные приключения Робинзона Крузо — эпизод
- 1989 — Искусство жить в Одессе — Хаим Дронг
- 1990 — Дезертир — эпизод
- 1992 — Проснуться в Шанхае — Владелец видеосалона, работник аттракциона (эпизод).
- 1993 — Зефир в шоколаде — эпизод
- 1993 — Тайна королевы Анны, или Мушкетёры тридцать лет спустя — «Морской волк»
- 1994 — Анекдотиада, или История Одессы в анекдотах — Пушкин, директор съёмочной группы
- 1997 — Афёры, музыка, любовь... — пассажир теплохода
- 2002 — Дружная семейка — художник
- 2003 — Новогодний романс — эпизод
- 2007 — Возвращение мушкетёров, или Сокровища кардинала Мазарини — Джузеппе — хозяин таверны, брат Мазарини
- 2008 — Глухарь — цыган
- 2011 — Жизнь и приключения Мишки Япончика — «Цыган», криминальный авторитет
- 2011 — Охотники за бриллиантами — филателист

### Директор картины
- 1992 — Мушкетёры двадцать лет спустя
- 1993 — Тайна королевы Анны, или Мушкетёры тридцать лет спустя
- 1997 — Афёры, музыка, любовь...